# .bo

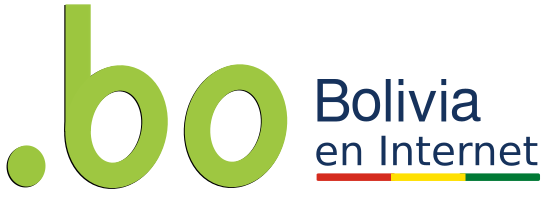

.bo은 볼리비아의 인터넷 국가 코드 최상위 도메인이다. 이 도메인은 BolNet에 의해 관리된다.

## 2차 도메인
다음과 같은 2차 도메인을 사용할 수 있다.
- com.bo - 상업 단체
- net.bo - 네트워크 서비스 제공업체
- org.bo - 단체
- tv.bo - TV 미디어 단체
- mil.bo - 군사 시설
- int.bo - 국제 조직
- gob.bo - 정부 (Gobierno)
- gov.bo - 정부 시설
- edu.bo - 교육 시설